# Hilib
Hilib (węg. Hilib) – wieś w Rumunii, w okręgu Covasna, w gminie Ojdula. W 2011 roku liczyła 272 mieszkańców.